# Кути (лісовий заказник)
Ку́ти — лісовий заказник місцевого значення в Україні. Розташований у межах Ічнянського району Чернігівської області, поруч з смт Дружба. 
Площа 649 га. Статус присвоєно згідно з рішенням Чернігівського облвиконкому від 23.09.1991 року № 215. Перебуває у віданні ДП «Прилуцьке лісове господарство» (Жадьківське л-во, кв. 43, 47-52, 57-60, 75-77). 
Статус присвоєно для збереження частини лісового масиву, у деревостані якого переважають насадження дуба. У домішку — сосна, береза та інші.
Заказник «Кути» входить до складу Ічнянського національного природного парку.